# 隋攻林邑之战
隋攻林邑之战，隋炀帝大业元年（605年），隋炀帝派人经略林邑（即占城，今越南中南部）过程中发生的战争。
605年，隋炀帝任命刘方为驩州道行軍总管，经略林邑。正月，刘方派钦州刺史宁长真等带领步骑兵万余出越棠，刘方率主力以舟师出比景（今越南南部）。当月，军至海口（林邑入海处）。林邑王范梵志派兵据险抵抗，被刘方军击退。三月，刘方指挥部队南渡阇黎江，林邑军乘巨象由四面合围。刘方出战不利，便挖了许多小坑，坑上用草皮伪装，然后派兵挑衅。林邑军不知是计，见刘方军败退，便穷追不舍，大象多跌入陷坑，部队陣脚大乱，刘方派兵用弩射大象，大象逃窜。林邑军队溃乱不可收拾，被俘万人。刘方率部队反击，战斗多次，全取得胜利，一直追到马援铜柱南，攻占林邑国都。四月，林邑王梵志放弃国都逃入海岛。刘方进入国都，俘获其庙主十八人，余部为该庙整修了神像，刻石纪功，然后班师还朝。由于长途跋涉，连日行军，士兵脚肿，死者十之四五，刘方也染病，死在途中。隋军撤后，林邑王又重占国土。